# (21687) Filopanti
(21687) Filopanti est un astéroïde de la ceinture principale.

## Description
(21687) Filopanti est un astéroïde de la ceinture principale. Il fut découvert le 11 septembre 1999 à Bologne par l'observatoire San Vittore. Il présente une orbite caractérisée par un demi-grand axe de 2,78 UA, une excentricité de 0,07 et une inclinaison de 5,7° par rapport à l'écliptique.

## Compléments